# 韋爾奇島
67°34′S 62°56′E / 67.567°S 62.933°E
韋爾奇島（英語：Welch Island）是南極洲的島嶼，位於麥克羅伯特森地的霍姆灣東部對開海域，處於勞斯群島以北，長1.6公里，最高點海拔高度130米，該島嶼在1931年2月被探險隊發現。